# 奕湘
貝子銜奉恩鎮國恪慎公奕湘（1796年9月10日—1881年3月14日），已革貝勒綿律第一子，母妻富察氏，其父為福蘭泰，果親王系第七代、清朝禮部尚書。
他在嘉慶元年八月（1796年）出生，嘉慶十七年八月（1812年）過繼為貝勒綿從之子，至道光十三年三月（1833年）接替叔父成為果親王第七代，但因為果親王並非世襲罔替的爵位，因此他的封爵只是奉恩鎮國公。
咸豐元年八月（1851年）接替惠豐擔任清朝禮部尚書，兩年後的九月（1853年）病免。由麟魁接任。
同治十一年九月（1872年）朝廷賞封他貝子頭銜，至光緒七年二月（1881年）他去世，虛齡八十六岁，由三子載卓襲封果親王系第八代，不過需遞降為奉恩輔國公襲封。
曾任《欽定科場條例》（1852）编修大臣。